# Lijst van platenlabels K
Dit is een lijst van platenlabels met als beginletter een K.
- K Records
- KMB Jazz
- KMG Records
- Kama Sutra Records
- Kanine Records
- Kapow Records
- Kapp Records
- Karl Records
- Karmageddon Media
- Kedar Records
- Keen Records
- Kemado Records
- Kent Records
- Key Lime Pie Records
- Keynote Records

- Khepera Records
- Kickball Records
- Kid Stuff Records
- Kill Rock Stars
- Kindercore Records
- Kinetic Records
- King Forward Records
- King Mouse Records
- King Records (Japan)
- King Records (USA)
- Kirtland Records
- Kittridge Records
- Kitty Play Records
- Klopfgeist
- Knitting Factory

- Knockout Entertainment
- Knw-Yr-Own Records
- Kokomo Records
- Kommunion Recording Company
- Konkurrent
- Kon Live Distribution
- Konvict Muzik
- Koolarrow Records
- (K-RAA-K)3
- Kranky Records
- Kross Over Entertainment
- Kru-Cut Records
- Kung Fu Records
- Kupei Musika
- Kvlt Promo Grrrl